# Cathédrale de Brechin
La cathédrale de Brechin est une cathédrale du XIIIe siècle de l'Église d'Écosse située dans le Burgh royal de Brechin. 
Construite dans le style ogival, sa restauration fut achevée en 1902. Le pignon ouest avec sa fenêtre gothique flamboyant et la porte de la tour carrée massive sont tout ce qui reste de l'édifice original. Les vitraux modernes dans le chœur sont à compter parmi les plus beaux en Écosse.

## Source
- (en) Cet article est partiellement ou en totalité issu de l’article de Wikipédia en anglais intitulé « Brechin Cathedral » (voir la liste des auteurs).